# 샘랫 차크라바티

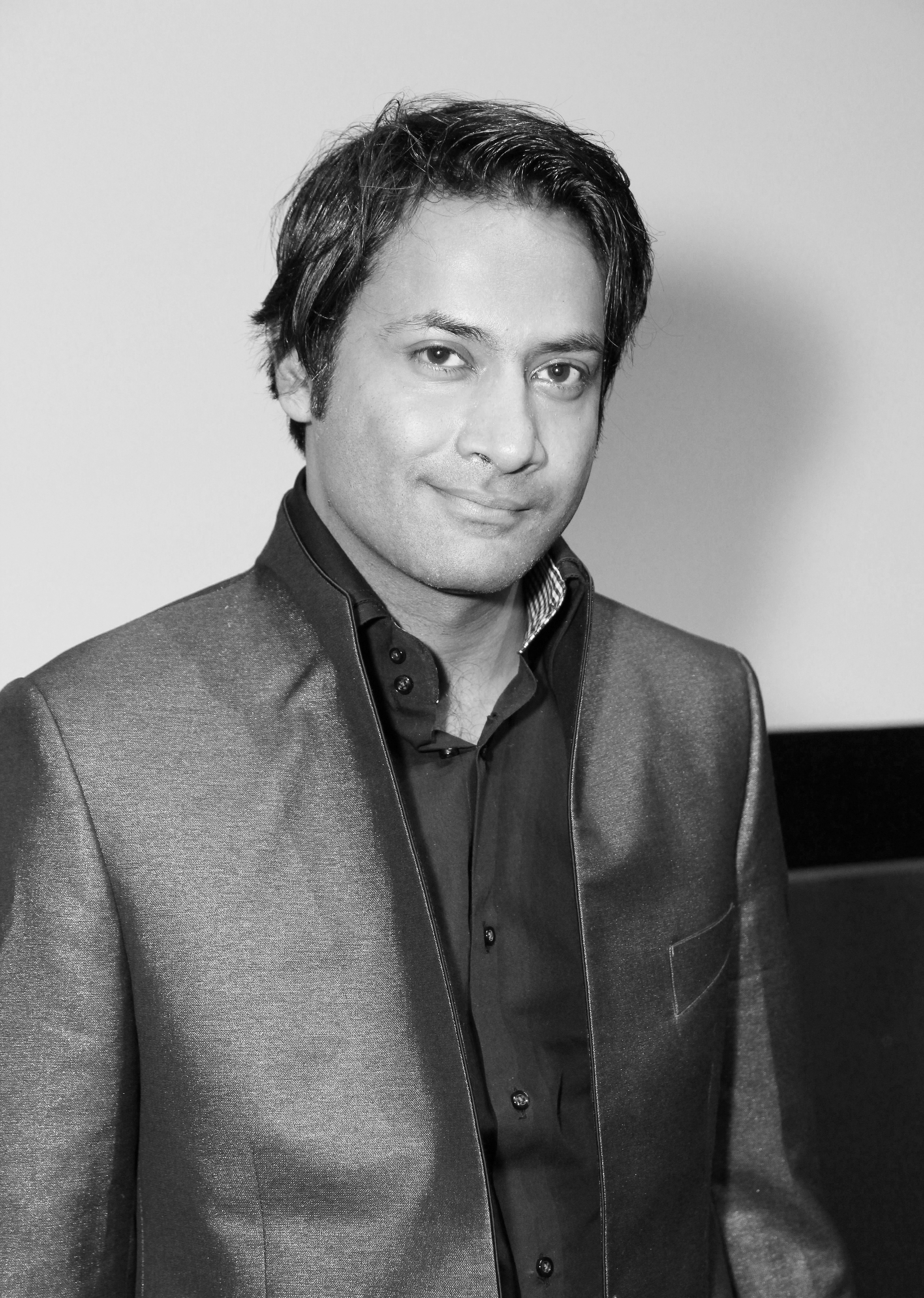

삼라트 차크라바티(Samrat Chakrabarti, 1975년 8월 22일 ~ )는 영국의 배우이다.
콜카타 출신의 벵골인 이민자 부모 밑에서 런던에서 태어났다.

## 영화
- 나의 작은 시인에게 (2018년) - 산제이 로이 역
- 바이스로이즈 하우스 (2017년)
- 위너독 (2016년)
- 언프리덤 (2015년)
- 비욘드 더 마스크 (2015년)
- 더 레이디스 오브 더 하우스 (2014년)
- Murder in the Dark (2013)
- 파라 고즈 뱅 (2013년) - 아눕 역
- 비쉬와루팜 (2013년)
- 데스퍼러트 인데버스 (2012년)
- The 5 (2011) - 단편
- 갱거 (2010년)
- 파타크라 (2010년)
- DeSiCiTi (2009년)
- Karma Calling (2009)
- 애쉬즈 (2009년)
- 기다리게 하는 도시 (2009년) - 크리쉬나 역
- 뉴욕 (2009년)
- 봄베이 썸머 (2008년)
- 볼리우드 아이돌 선발대회 (2007년)
- 셧 업 앤 싱 (2006년) - 윌 역
- 워 위딘 (2005년)
- 그녀는 날 싫어해 (2004년)